# セントリカ

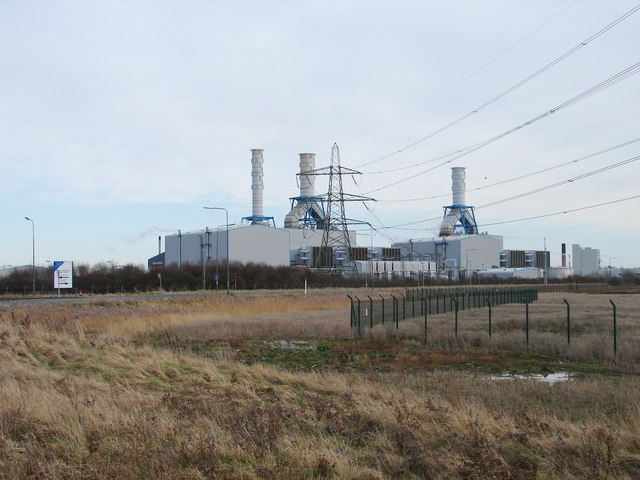
セントリカの所有するSouth Humber Power Station（LNG火力発電所）

セントリカ（英: Centrica plc）は、イギリス・バークシャー州・ウィンザーに本拠を置く、ガス・電力事業を行う持株会社。イギリス最大のガス事業者であり、ノルウェーや北米などでも事業を展開している。ロンドン証券取引所上場企業（LSE: CNA）。

## 沿革
1812年にロンドン・ウェストミンスター地区で設立されたGas Light and Coke Companyをルーツに持つ。テムズ川北側地域へのガス供給を主体に他のエネルギー事業者の合併を重ね、ロンドン最大のガス事業者に成長した。第二次世界大戦後の1948年にガス法が施行され、Gas Light and Coke Companyをはじめとするロンドン周辺のガス事業者は、公営組織のNorth Thames Gas Boardに一括吸収された。1986年のガス法の改正によりイギリスのガス事業は民営化、ブリティッシュガス（British Gas plc）が設立された。1997年2月に同社は供給部門のセントリカ、開発部門のBG Group plc（2016年、ロイヤル・ダッチ・シェルに統合）、パイプライン部門のTransco plc（2002年にナショナル・グリッドが買収）の3社に分割されるが、セントリカは「ブリティッシュガス」のブランド名を引き継ぎ、ブリティッシュガスはセントリカの一部門として運営されることになった。
セントリカは2000年、カナダ・トロントに本拠を置いていたDirect Energyを買収、Direct Energyはのちにアメリカ合衆国・ヒューストンに拠点を移し、セントリカの北米事業の基幹ブランドとなった。2011年11月、ノルウェーのスタトイルからイギリスへのガス供給拡大で合意、2015年5月、スタトイルとロシアのガスプロムからのガス供給拡大で合意した。2014年3月、アイルランドの公営ガス企業であるBord Gáis Energyを買収、また同年8月、アイルランドのTullow Oil plcとのジョイント事業により、ケニアのガス田開発を拡大させることで合意している。

## 保有ブランド
セントリカは以下7つのブランド名で運営されている。
- ブリティッシュガス（イギリス最大のガスブランド。電力事業も行う）
- Bord Gáis Energy（アイルランドのガス事業）
- Centrica（国際間を含むガス取引全般）
- Centrica Storage（ガス貯蓄事業）
- Direct Energy（北米事業。傘下に8つのブランドを持つ）
- Dyno（配管・排水事業）
- Hive（その他周辺事業）